# Ariane Daurat
Ariane Daurat est une chef costumière française pour le cinéma.
Elle commence sa carrière dans le cinéma au début des années 2010.
En 2024, elle reçoit le César des meilleurs costumes pour Le Règne animal de Thomas Cailley.

## Filmographie
- 2014 : Les Combattants de Thomas Cailley
- 2016 : Compte tes blessures de Morgan Simon
- 2018 : Ami-ami de Victor Saint-Macary
- 2018 : Gueule d'Ange de Vanessa Filho
- 2019 : Au nom de la Terre de Édouard Bergeon
- 2020 : Playlist de Nine Antico
- 2021 : Une femme du monde de Cécile Ducrocq
- 2023 : Quand tu seras grand de Andréa Bescond et Éric Métayer
- 2023 : Le Règne animal de Thomas Cailley
- 2024 : Pendant ce temps sur Terre de Jérémy Clapin
- 2024 : Emilia Perez de Jacques Audiard

## Distinctions
- César 2024 : Meilleurs costumes pour Le Règne animal